# The Twelve Inch Mixes
The Twelve Inch Mixes è una raccolta dei brani remixati del gruppo inglese Spandau Ballet. È stato pubblicato nel 1986 dalla Reformation Records.

## Tracce
1. "Gold" (12" Extended Version) - 7:29
2. "Lifeline" (12" Extended Mix) - 5:21
3. "Round and Round" (Long Version) - 5:35
4. "Only When You Leave" (Extended Mix) - 4:48
5. "Instinction" (Remix) - 3:35
6. "Highly Re-Strung" (mix) - 4:10
7. "True" (Long Version) - 6:09
8. "Communication" (Club Mix) - 4:25
9. "I'll Fly for You" (Long Version) - 5:10
10. "To Cut a Long Story Short" (Extended Mix) - 6:30
11. "Chant No. 1 (I Don't Need This Pressure On)" (mix) - 4:06
12. "She Loved Like Diamond" (Extended Version)- 3.35*
13. "Paint Me Down" (Extended Version) - 7.02*
14. "The Freeze" (Special Mix) - 6:30
15. "Musclebound" (Remix) - 4:54

Le tracce 12 e 13 sono presenti solamente nella versione in vinile.

## Formazione
- Tony Hadley - voce
- Gary Kemp - chitarra
- Steve Norman - sassofono, percussioni
- Martin Kemp - basso
- John Keeble - batteria